# オオカワウソ
オオカワウソ（大獺、Pteronura brasiliensis）は、哺乳綱 食肉目イタチ科オオカワウソ属に分類される食肉類。本種のみでオオカワウソ属を構成する。

## 分類
南北の2亜種に分ける説もあるが、遺伝子学的研究では支持されていない。
Pteronura brasiliensis brasiliensis (Zimmermann, 1780)
エクアドル東部、コロンビア、ブラジル、ベネズエラ、ペルー、ボリビア
Pteronura brasiliensis paranensis (Ranger, 1830)
パラグアイ、ブラジル南部（パラナ川水系）。アルゼンチン、ウルグアイでは絶滅したとされる。

## 分布
南アメリカ大陸のアマゾン川の流域に分布する。以前はより広範囲に分布していたが、個体数の減少に伴い分布域も断片的になっている。アルゼンチンでは絶滅したと考えられていたが、2021年に再発見された。

## 形態
体長（頭胴長）85–140cm。尾長33–100cm。体重オス26–34kg、メス20–26kg。尾は大型で、幅広く（中央部が最も幅広い）扁平。全身は0.4cmの短い体毛で密に被われる。鼻面や上唇、下顎から胸部にかけて白や黄白色の斑紋や斑点が入る。
眼と鼻孔は大型で、同時に水面に出せる位置にある。吻端にある板状の皮膚（鼻鏡）は体毛で被われる。歯列は門歯が上下6本、犬歯が上下2本、小臼歯が上顎8本、下顎6本、大臼歯が上顎2本、下顎4本と計34本の歯を持つ。指趾の先端まで水掻きが発達する。指趾には鉤爪が発達する。
出産直後の幼獣は体重約0.2kg。乳頭の数は4。

## 生態
流れの緩やかな大型河川、湿原などに生息する。昼行性。雨期になると冠水林に産卵のために集まる魚類を求めて移動し、行動域も拡大する。主にペアとその幼獣からなる4-10頭の群れを形成して生活する。よく鳴き声をあげ、9種類の鳴き声を使い分けていると考えられている。水辺の開けた場所に1.2-1.8mの長さがある寝床とトンネルからなる巣穴を作る。
食性は動物食で、主に魚類（カラシン、ナマズ）、甲殻類などを食べる。時に集団で小型のワニを襲うこともある（大型のワニは逆に天敵である）。獲物は口で捕え、肘を水底に付けて獲物を前肢で押さえながら頭部から食べる。小型の獲物は水中で捕食するが、大型の獲物は陸上にあげてから食べる。
繁殖形態は胎生。妊娠期間は65–70日。ガイアナの個体群は8–10月に、1回に1-6頭の幼獣を産む。幼獣は生後30日で開眼する。生後3–4ヶ月で離乳し、硬い食物も食べ始める。生後2年で性成熟する。飼育下では14年以上生きる。

## 人間との関係
毛皮目的の乱獲により生息数は激減している。1960年代にブラジルから輸出された本種の毛皮は20,000枚に達する。ブラジルでは1970年代に法的に毛皮取引が禁止されたが、密猟されることもある。

## 参考資料

### 文献
- 今泉吉典、松井孝爾監修 『原色ワイド図鑑3 動物』、学習研究社、1984年、71、187頁。
- 『小学館の図鑑NEO 動物』、小学館、2002年、59頁。

### リンク
1. 1 2 3 4  
The IUCN Red List of Threatened Species
  - Duplaix, N., Waldemarin, H.F., Groenedijk, J., Evangelista, E., Munis, M., Valesco, M. & Botello, J.C. 2008. Pteronura brasiliensis. In: IUCN 2010. IUCN Red List of Threatened Species. Version 2010.1.
2. ↑  
CITES homepage
  - Appendices I, II and III